# فرودگاه بیجو پاتنایک
فرودگاه بیجو پاتنایک (به انگلیسی: Biju Patnaik Airport) (به زبان بومی: Bhubaneswar Airport) یک فرودگاه همگانی مسافربری با کد یاتا BBI است که یک باند فرود آسفالت دارد و طول باند آن ۱۳۷۹ متر است. این فرودگاه در شهر بوبانسور کشور هند قرار دارد و در ارتفاع ۴۲ متری از سطح دریا واقع شده‌است.

## شرکت‌های هواپیمایی و مقصدهای پروازی
| شرکت‌های هواپیمایی | مقصدهای پروازی                                                                                              |
| ----------------- | --- |
| ایرآسیا           | کوالالامپور                                                                                                 |
| ایراژیا هند       | بنگالورو، نتاجی سبهاش چندر بوس                                                                              |
| ایر ایندیا        | ایندیرا گاندی، راجیو گاندی، نتاجی سبهاش چندر بوس، چاتراپاتی شیواجی                                          |
| GoAir             | چاتراپاتی شیواجی                                                                                            |
| ایندی‌گو           | بنگالورو، چنای، کویمباتور، ایندیرا گاندی، راجیو گاندی، نتاجی سبهاش چندر بوس، چاتراپاتی شیواجی، ویساکاپاتنام |
| ویستارا           | ایندیرا گاندی                                                                                               |